# Schlosskirche (Lutherstadt Wittenberg)

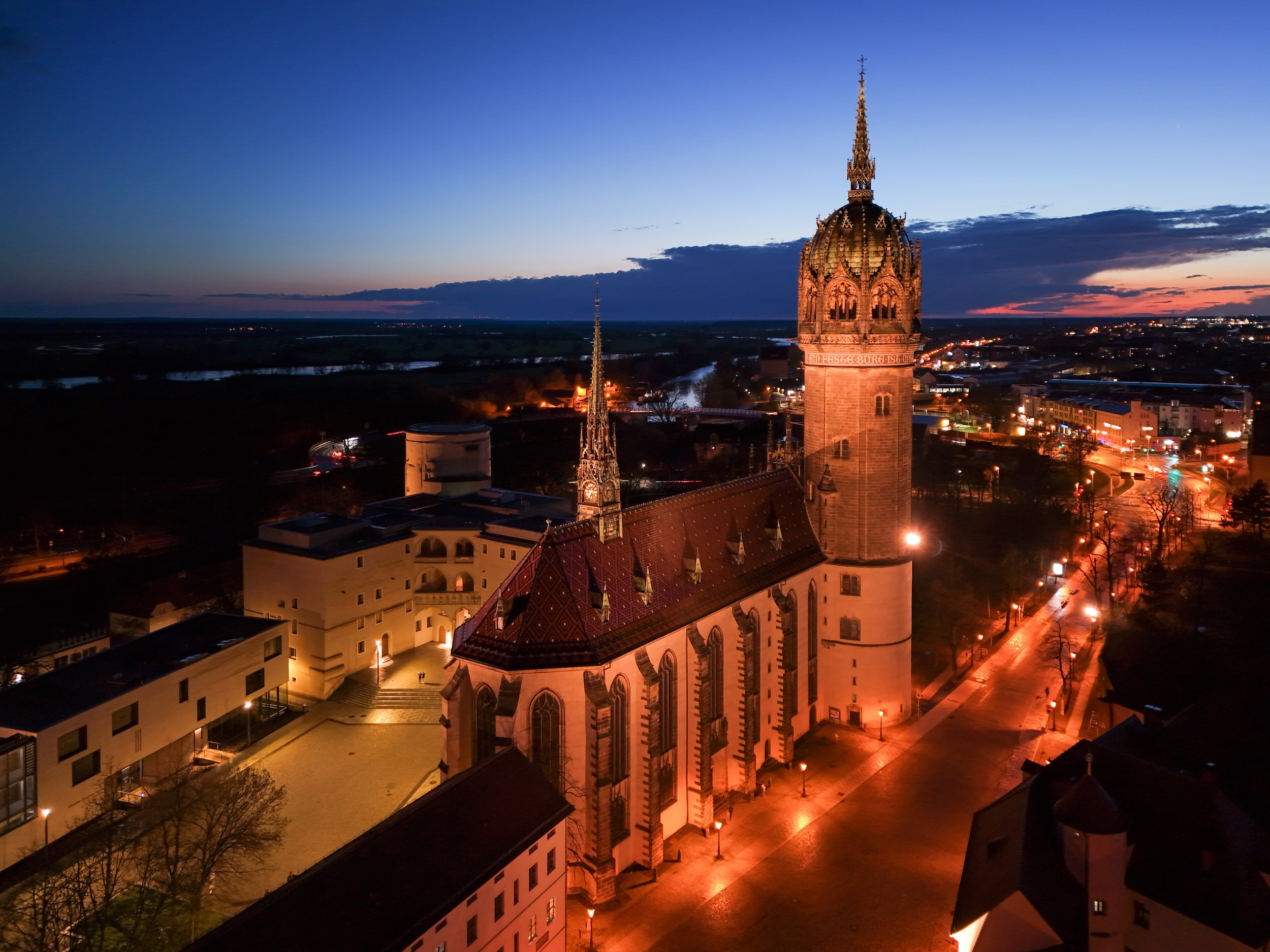
Schlosskirche (2024)

Die Schlosskirche (Lutherstadt Wittenberg), auch Kirche der Reformation, ist eine evangelische Kirche in Lutherstadt Wittenberg und seit 1996 UNESCO-Welterbestätte. Sie gilt als Ausgangspunkt der Reformation, nachdem am 31. Oktober 1517 Martin Luther von hier aus seine 95 lateinischen Disputationsthesen verbreitet hatte. Sie gehört zu den Luthergedenkstätten in Eisleben und Wittenberg.

## Lage
Die Schlosskirche liegt im Westen der Altstadt von Wittenberg am Ende der vom Markt kommenden Schlossstraße. Sie ist baulich mit dem Schloss Wittenberg verbunden und bildet den nördlichen Seitenflügel der nach Osten offenen Dreiflügelanlage des Schlosses. Der Zugang zur Kirche erfolgt über das Besucherzentrum im Schlosshof.
Die Kirche ist nicht streng geostet. Ihre Längsachse weicht um etwa 14 Grad nach Süden von der Ostrichtung ab.

## Geschichte
Das erste Schloss an heutiger Stelle und mit ihm die früheste Schlosskirche, die Kapelle aller Heiligen, wurde um 1340 von dem askanischen Herzog Rudolf I. gebaut. Am 6. Mai 1346 wurde die Stiftung „Allerheiligen“ errichtet, die sich im neu errichteten askanischen Schloss befand. Die von Rudolf I. gestiftete Kapelle „Aller Heiligen“ wurde darin dem direkten Recht des römischen Stuhls unterstellt. Am 24. Februar 1361 stattete Herzog Rudolf II. die „allen Heiligen“ gestiftete Kapelle mit Einkommen aus, gab ihr Statuten und regelte ihre Gottesdienstordnung. Diese Regelungen galten auch unter den nachfolgenden Herrschern. 1400 wurden auf Weisung des Papstes Bonifatius IX. die Stadtkirche St. Marien und die Marienkapelle auf dem Apollensberg der Schlosskirche unterstellt.

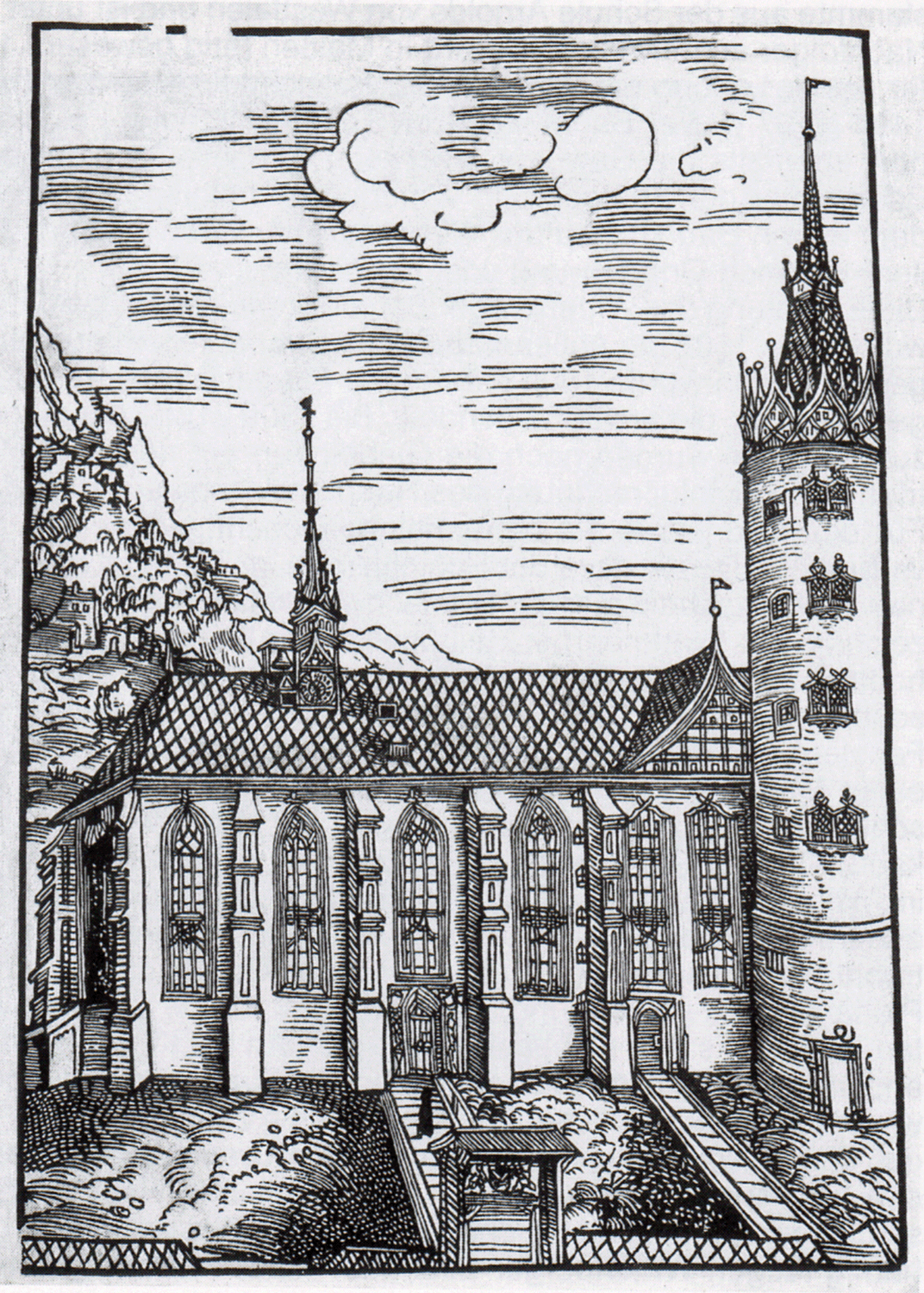
Schlosskirche Wittenberg (1509), nach L. Cranach d. Ä.

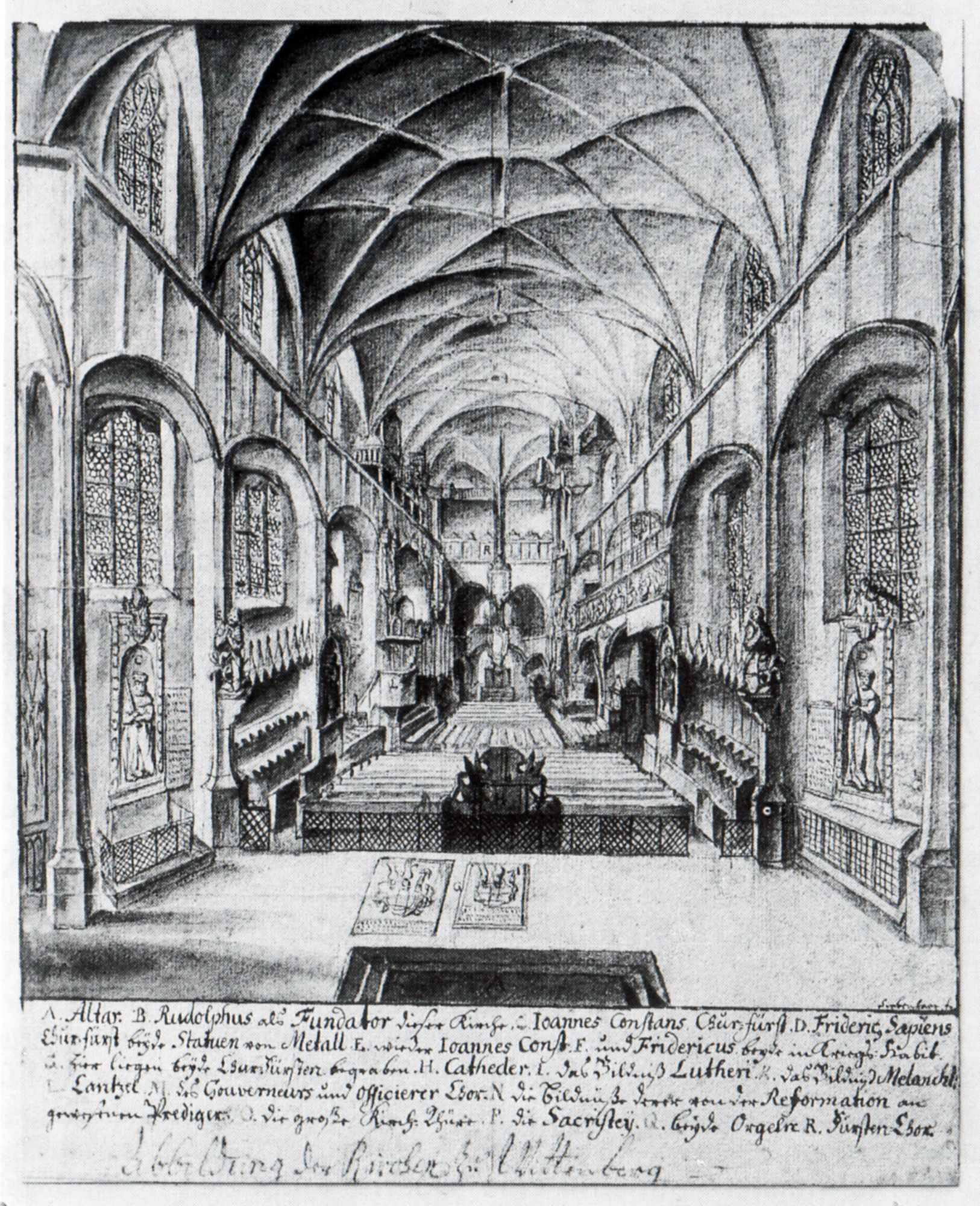
Kirchenraum um 1730

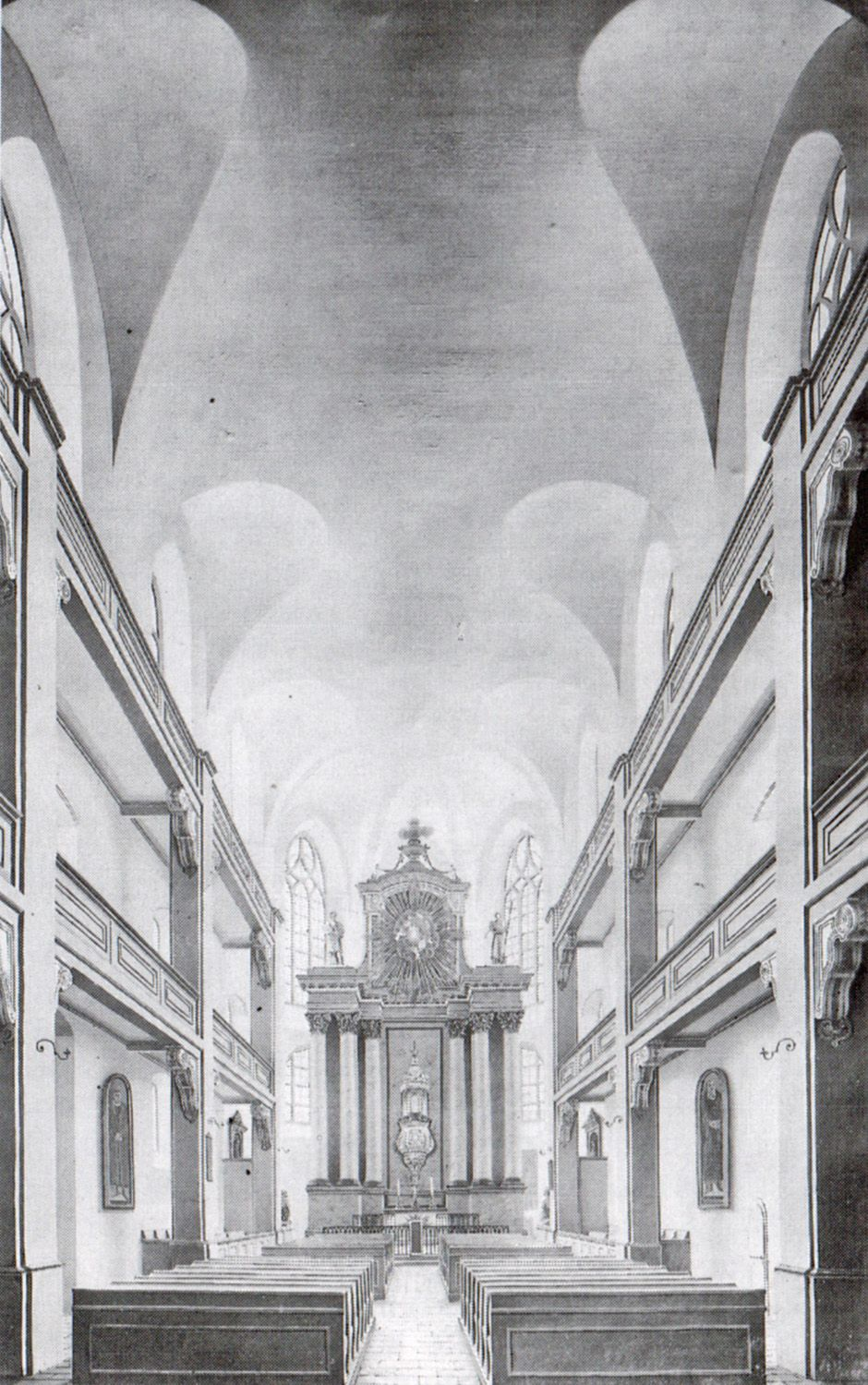
… und 1832

1490 bis 1515 ließ Friedrich der Weise das gesamte Schloss neu errichten, beginnend mit dem Süd- und dem Westflügel. Erst ab 1496 wurde von Konrad Pflüger die Schlosskirche als Nordflügel angefügt, wo erst fünf Jahre nach der Kirchweihe (17. Januar 1503) die Wölbarbeiten vollendet waren. Seitdem bildet die Schlosskirche den Nordflügel. Friedrich der Weise legte darin eine umfangreiche Reliquiensammlung an, die Wallfahrer von weither anzog, und stattete sie entsprechend aufwändig aus. Viele der über 19.000 „Heiltümer“ (Reliquien) mit dem Gegenwert von rund zwei Millionen Jahren Ablass fanden ihren Platz auf den 16 Altären der schmalen Dreiseiten-Empore, von wo aus auch ihre „Weisung“ (Präsentation) geschah.
Nach der Gründung der Wittenberger Universität Leucorea im Jahr 1502 wurde ihr die Schlosskirche 1507 als Universitätskirche beigestellt; dadurch entwickelte die Kirche sich zur akademischen Weihestätte. Hier erhielten die Studenten ihre Promotionen, hier hielt Philipp Melanchthon seine berühmte Antrittsrede, es wurden Andachten in der Kirche durchgeführt, und die akademischen Würdenträger der Universität wurden hier beigesetzt. Einige dieser Würdenträger sind heute noch an den Mauern in ihren Epitaphen zu erkennen.
Das Hauptportal, damals aus Holz, wurde von den Universitätsangehörigen zum Anheften von Informationen genutzt. Martin Luther, Konventuale des Augustinerklosters und Theologieprofessor, soll hier am 31. Oktober 1517, dem Vorabend des Patronatstags der Schlosskirche, seine 95 Thesen angeschlagen haben, um zur Disputation über den Ablasshandel aufzufordern. Das war der Auslöser der Reformation. Ob der Thesenanschlag tatsächlich in dieser Form stattgefunden hat, ist umstritten. Nachgewiesen ist, dass Luther die Thesen an dem Tag handschriftlich an zwei Bischöfe und in der Folgezeit an weitere Theologen versandte.
1525 wurde Friedrich der Weise in der Schlosskirche begraben. Im selben Jahr wurde der lutherische Gottesdienst in der Kirche eingeführt. 1546 erhielt Martin Luther, 1560 Philipp Melanchthon sein Grab in der Schlosskirche.
Im Siebenjährigen Krieg brannte 1760 die Kirche aus. Die Innenausstattung ging großteils verloren, der Außenbau wurde bis 1770 verändert wieder aufgebaut. Dabei wurde der Schlossturm zum Kirchturm umgebaut. Neue Schäden vor allem am Turm erlitt die Kirche 1814 durch die Erstürmung Wittenbergs während der Befreiungskriege. Dabei sind die größten Teile der Inneneinrichtung der Kirche mit ihren wertvollen Kunstwerken und Reliquien verlorengegangen. Einzig erhalten sind die Kunstdenkmäler aus Metall, im Besonderen das Grabmal Friedrich des Weisen, das der bekannte Bronzegießer Peter Vischer in Nürnberg 1527 erschuf.
1815 kam Wittenberg nach dem Wiener Kongress zu Preußen. Nachdem die Wittenberger Universität 1817 nach Halle (Saale) verlegt worden war, wurde die Schloss- und Universitätskirche dem neugegründeten Evangelischen Predigerseminar zur Nutzung übergeben.
Anstelle der 1760 verbrannten hölzernen Thesentür stiftete der Preußenkönig Friedrich Wilhelm IV. die in Bronze gegossene Thesentür zum 375. Geburtstag Martin Luthers am 10. November 1858 mit einer Einweihungszeremonie.
Anlässlich von Martin Luthers 400. Geburtstag 1883 begann unter Leitung von Friedrich Adler ein tiefgreifender Umbau der Kirche im neugotischen Stil als „Denkmal der Reformation“, der 1892 abgeschlossen war. Dabei wurde ihr innerer Kern vollkommen neu nach historischen Aufzeichnungen gestaltet und die Haube des Schlosskirchturms neu errichtet. Am 31. Oktober 1892 wurde die umgestaltete Kirche in Anwesenheit Kaiser Wilhelms II. und im Rahmen eines historischen Festzugs neu geweiht.
Im Jahr 1949 wurde die Schlosskirchengemeinde gegründet, um der Kirche neben dem Predigerseminar eine eigene Gemeinde zuzuordnen.
Anlässlich der 500-Jahr-Feier des Geburtstages von Martin Luther 1983 wurden in der Schlosskirche zwölf Glasfenster mit den Porträts der dreizehn wichtigsten Reformatorenschüler Luthers eingeweiht. Der Lutherische Weltbund hatte damit die Hallenser Künstlerin Renate Brömme beauftragt, die die Glasmalereien in einem adaptiv zeitlosen Stil anfertigte.
Von 1978 bis 1992 wirkte an dieser Kirche der Prediger Friedrich Schorlemmer, der mit der Aktion des symbolischen Umschmiedens eines Schwertes zu einer Pflugschar – einem Hoffnungszeichen der DDR-Friedensbewegung – international bekannt wurde.
1999/2000 wurde der Dachstuhl saniert und das Dach nach dem Vorbild von 1892 neu gedeckt.
Mit Blick auf das 500. Jubiläum des Thesenanschlags 2017 erfolgte eine umfassende Sanierung des Gotteshauses. Sie kostete rund 8,2 Millionen Euro. Am 2. Oktober 2016 erhielt die Schlosskirche von der dänischen Königin Margrethe II. einen von ihr entworfenen Altarbehang als königliches Gastgeschenk zur Wiedereröffnung nach der Restauration.

## Beschreibung

### Architektur

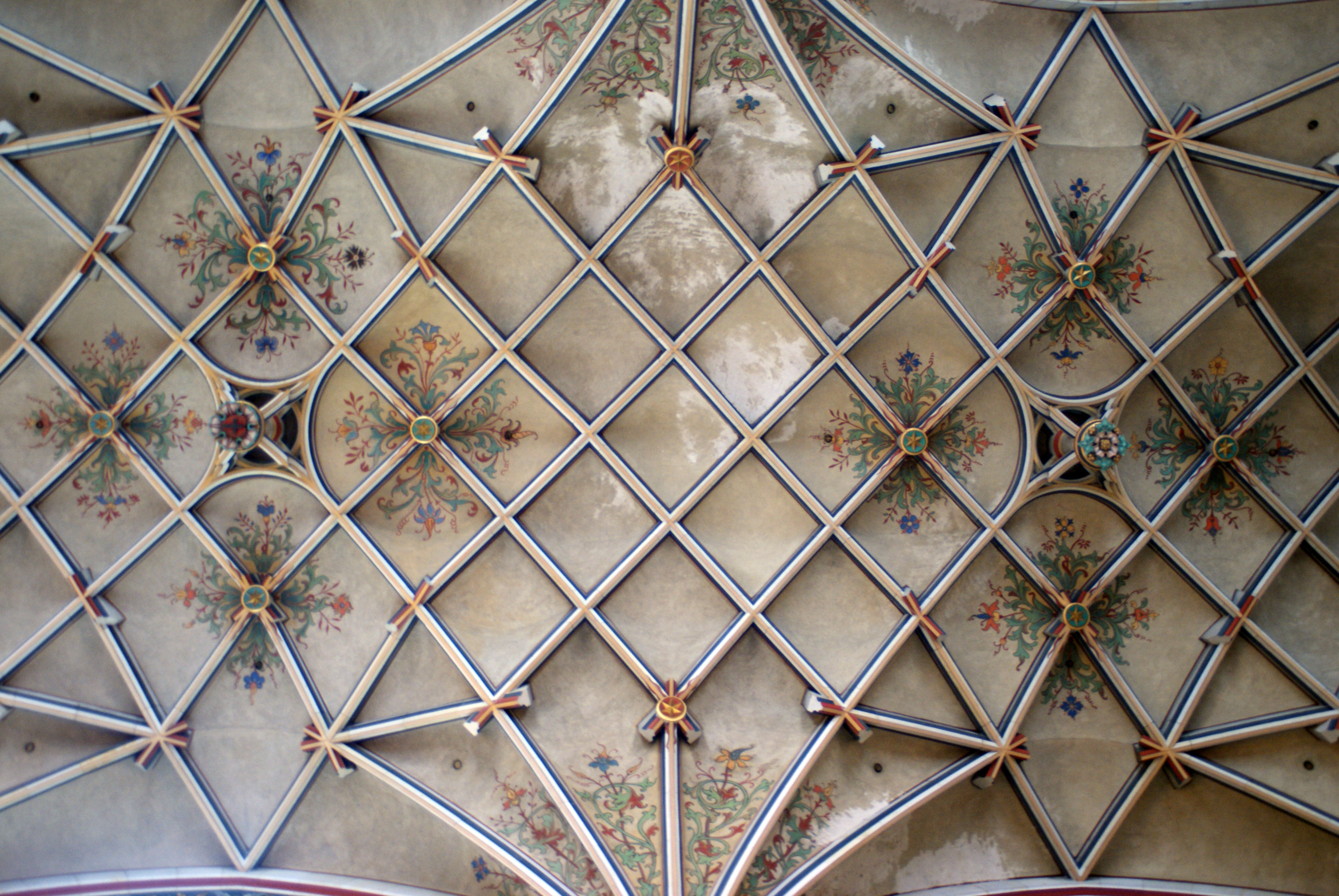
Netzgewölbe der Decke

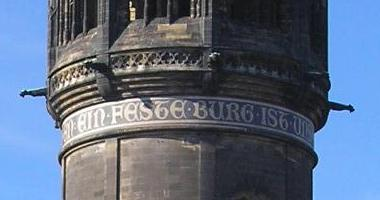
Inschrift am Turm

Die Schlosskirche Wittenberg ist eine einschiffige spätgotische Hallenkirche mit Netzgewölbe über fünf Joche und einer Apsis mit 5/8-Schluss, das bis Ende des 19. Jahrhunderts von Außen-Strebepfeilern gestützt wurde. Das hintere Joch nimmt die Orgelempore ein. Eine seit 1892 umlaufende steinerne Empore ist flachbogengestützt, ihre Säulen tragen nun auch das feingliedrige Netzgewölbe und bilden somit eine Wandpfeilerkirche.
Der bauzeitliche und der spätere Innenraum war durch Merkmale bestimmt, die heute verändert sind oder fehlen. Sie sind noch ablesbar an einem überlieferten Grundriss und an drei überlieferten Abbildungen: Der Holzschnitt (1509) von Lucas Cranach d. Ä. zeigt im Westdach beim Turm ein Zwerchhaus als Nordgiebel des im Süden der Kirche rechtwinklig anschließenden Schloss-Westflügels. Dessen Dachwerk war gestützt von einer Säule, die auf der Innenansicht von 1730 hinten vor der Westempore zu sehen ist. Hier sind auch weitere Einzelheiten erkennbar: links am vierten Südemporen-Pfeiler stand die ursprüngliche Kanzel, also in der Mitte der Längswand mit Blick auf den mittigen Nordeingang. Das Parterre-Gestühl war von drei Seiten auf die Kanzel ausgerichtet, ihr nördlich genau gegenüber war 1540 eine „naw phorkirche“ für den Kurfürsten angelegt worden. Er konnte vom Westflügel aus über die Westempore zu dieser seiner „Loge“ gelangen. Bestätigt wird dieser ursprüngliche Charakter der Schlosskirche als einer Querkirche durch den auf die Bauzeit zurückgehenden Bestandsgrundriss von 1758. Die beiden verheerenden Brände von 1760 und 1814 hatten den Gewölbeverlust und die Verbreiterung der Dreiseiten-Empore zur Folge, wie die Innenansicht von 1832 zeigt. Erst der neugotische Umbau am Ende des 19. Jahrhunderts führte die Stützen der nun kompletten Umlauf-Empore als Pfeiler bis in das vermutlich völlig neue Kirchengewölbe hinauf. Die neugotische Kanzel und auch die neuen Fürstenstühle wurde um eine Position näher an die Ostapsis gesetzt und die Bestuhlung längs auf den Altar ausgerichtet.
Das Dach ist mit bunt glasierten Dachziegeln in einem Rautenmuster gedeckt. Es trägt einen Dachreiter in gotischem Stil und einige Gauben mit zeltförmigem Aufbau. Die gotischen Spitzbogenfenster zwischen den äußeren Stützpfeilern sind zweigeteilt. Den westlichen Giebel ziert ein gotisches Maßwerk. Das ursprüngliche westliche Quer-Dachwerk des Westflügels mit seinem nördlichen Zwerchhaus existiert nach den Bränden und dem Umbau des Schlosses zu einer Festung nicht mehr.
Hauptblickfang ist der Turm. Er ist einer der beiden Schlosstürme, der zum Kirchturm umfunktioniert wurde. Auf einem wuchtigen runden Schaft trägt er eine filigran verzierte, kupfergedeckte neugotische Turmhaube (1885/92) und erreicht so eine Höhe von 88 Metern. Damit ist er von weitem sichtbar und stadtbildprägend. Unterhalb der Haube umschließt ihn ein Spruchband aus Mosaiksteinen, auf dem die Worte des Kirchenliedes Martin Luthers „Ein feste Burg ist unser Gott, ein gute Wehr und Waffen“ zu lesen sind.

### Thesentür

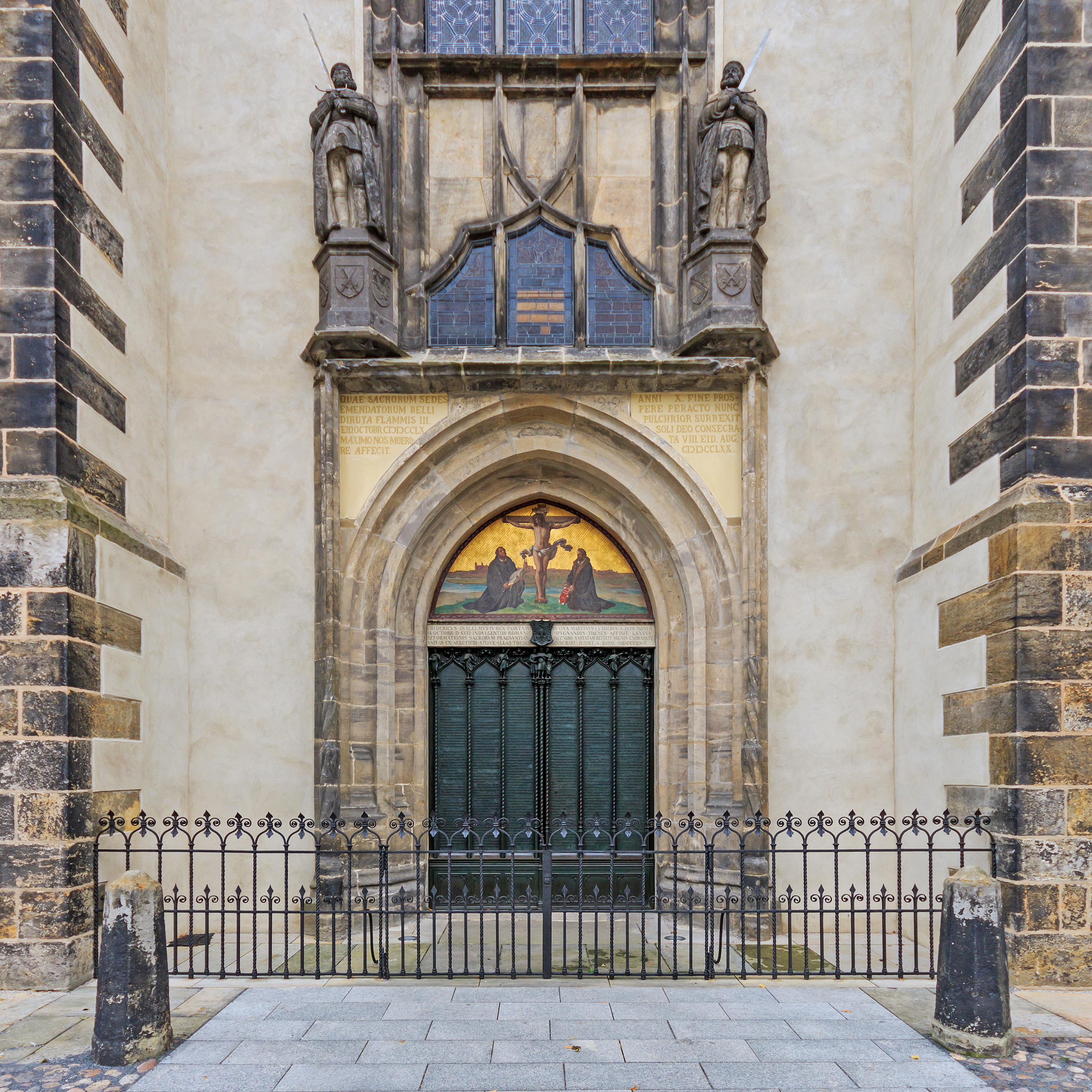
Thesentür

Die alte Tür der Wittenberger Schlosskirche, an die laut der Überlieferung Martin Luther 1517 seine 95 Thesen angeschlagen haben soll, wurde 1760 durch einen Brand zerstört und wieder durch eine hölzerne ersetzt. An den Thesenanschlag erinnert heute die bronzene sogenannte Thesentür, die 1858 der preußische König Friedrich Wilhelm IV. der Stadt Wittenberg schenkte. Sie enthält den Text der 95 Thesen Luthers und ist bekrönt mit musizierenden Knaben. Nach Zeichnungen Ferdinand von Quasts und Modellen von Friedrich Drake wurde sie gegossen vom Erzgießer Friebel aus Berlin.
Das kräftig profilierte Gewände der Kirchentür ist noch ursprünglich; zu beiden Seiten des Scheitelsteins sieht man die Jahreszahl 1499. 1845 wurden auf hohen, wappengeschmückten Postamenten die Figuren Kurfürst Friedrichs des Weisen und Herzog Johanns des Beständigen von Friedrich Wilhelm Holbein über das Portal gesetzt. Die Entwürfe hierfür stammen von Friedrich Drake. Im Bogenfeld befindet sich ein Kruzifix mit Luther und Melanchthon vor der Wittenberger Stadtsilhouette in Lavamalerei von August von Kloeber. Die Zwickel der rechteckigen Umrahmung enthalten eine kaum noch lesbare Inschrift in Kapitalen, die an den Brand von 1760 und die darauf folgende Instandsetzung erinnert.

### Ausstattung
Die Ausstattung des Kirchenraumes entspricht im Wesentlichen der Erneuerungsphase zum Ende des 19. Jahrhunderts.
Im Zentrum des Chorraumes steht der Altar aus französischem Sandstein in einer filigranen, gotisierenden Form. Unter drei Arkaden mit gotischem Maßwerk steht Christus, begleitet von den Aposteln Petrus und Paulus.
Das aufwendig gestaltete Chorgestühl – Fürstengestühl genannt, da von den deutschen Fürsten gestiftet, – und die Kanzel stammen vom Wittenberger Bildhauer Lober. Die Kanzel zeigt im Unterbau Wappen von mit Luther verbundenen Städten, am Kanzelkorb die vier Evangelisten mit ihren Symbolen und am Schalldeckel gotisches Maßwerk.
Der Taufstein aus Eisenguss mit allegorischen Figuren und Reliefs wurde 1832 von dem Berliner Bildhauer Theodor Kalide nach Entwurf von Karl Friedrich Schinkel ausgeführt.
Weitere Ausstattungsstücke widmen sich dem Gedenken an die Reformation. So sind vor den Wandpfeilern überlebensgroße Standbilder von neun Repräsentanten der Reformation auf Säulen aufgestellt. Es sind dies Martin Luther, Philipp Melanchthon, Johannes Bugenhagen, Georg Spalatin, Justus Jonas, Johannes Brenz, Urbanus Rhegius, Nikolaus von Amsdorf und Caspar Cruciger. Entworfen wurden sie von Rudolf Siemering und ausgeführt von verschiedenen Bildhauern.
Die Empore ist mit Maßwerk und Adelswappen geschmückt. In den Zwickeln befinden sich bronzene Medaillons mit Köpfen bedeutender Persönlichkeiten, die der Reformation nahestanden. Dadurch wird der Innenraum der Schlosskirche zu einer Ruhmeshalle der Reformation und ihrer Repräsentanten.
Die Chorfenster, gestaltet nach Motiven aus Holzschnitten von Albrecht Dürer, zeigen die Geburt Christi, die Kreuzigung, die Auferstehung und das Pfingstwunder. In weiteren Fenstern sind Wappen von Städten mit Bedeutung für die Reformation, Daten zur Geschichte der Kirche und Ähnliches dargestellt. Der Beleuchtung des Kirchenraumes dienen zwei große Radleuchter.

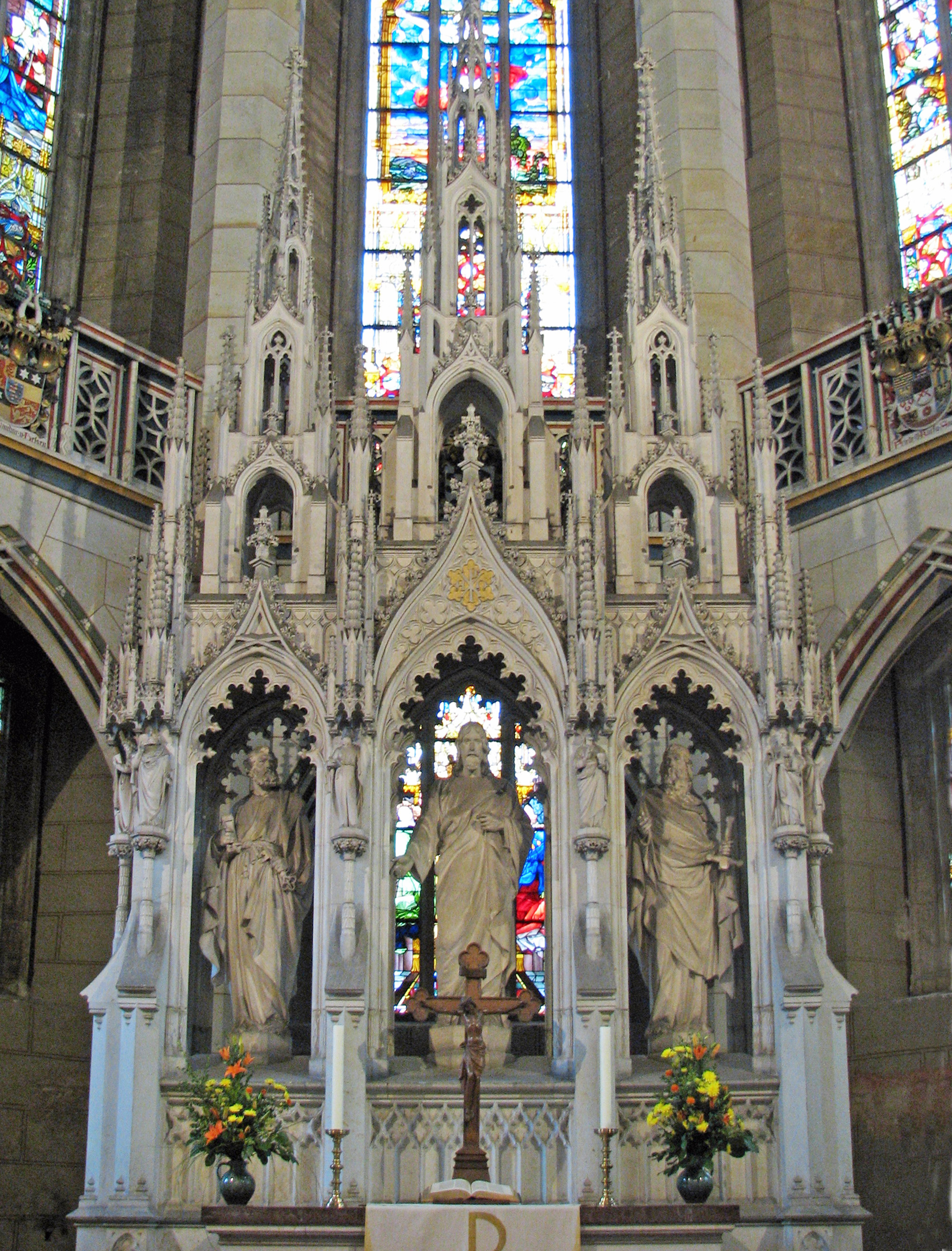
Hochaltar
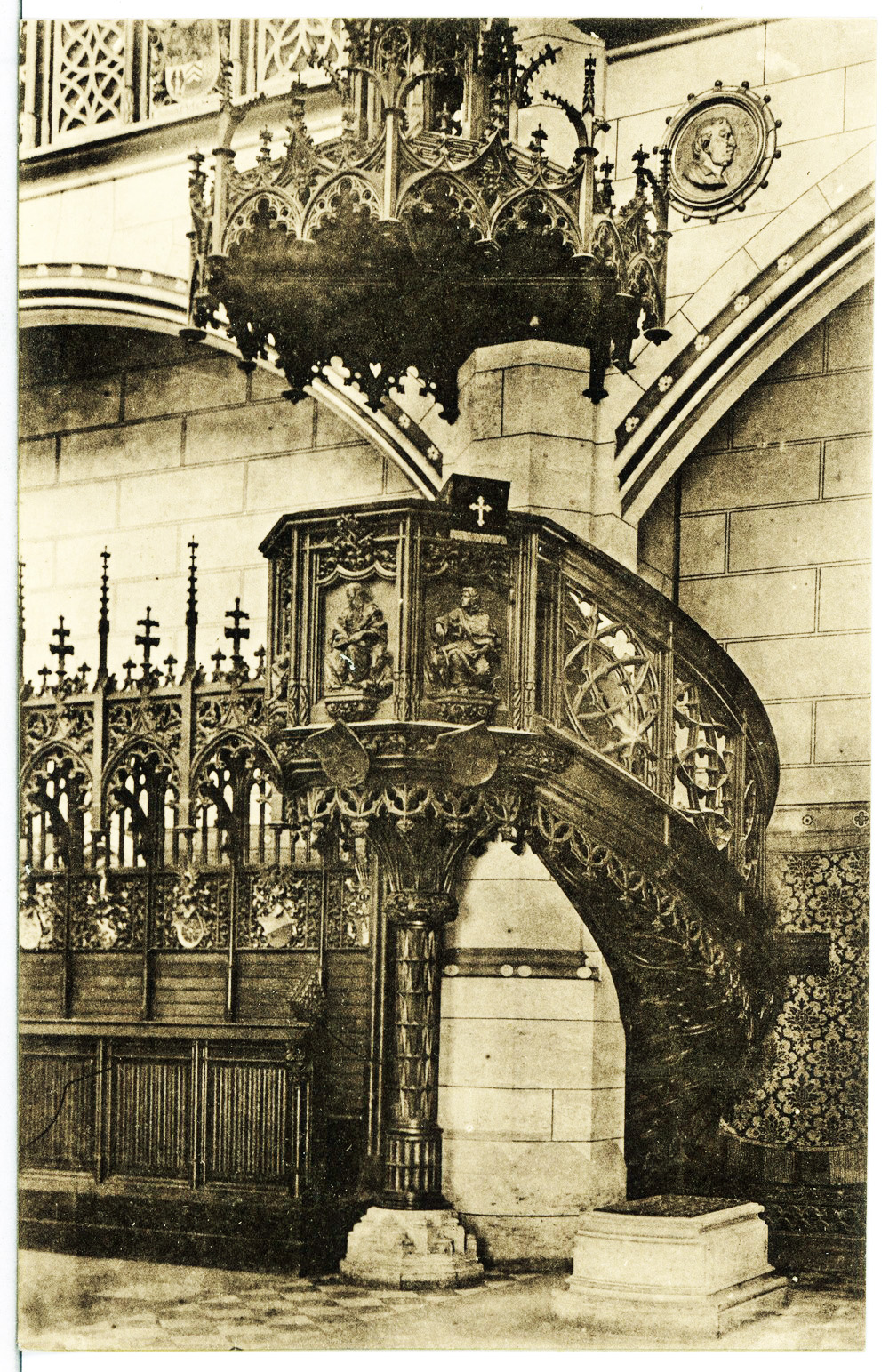
Kanzel mit Chorgestühl
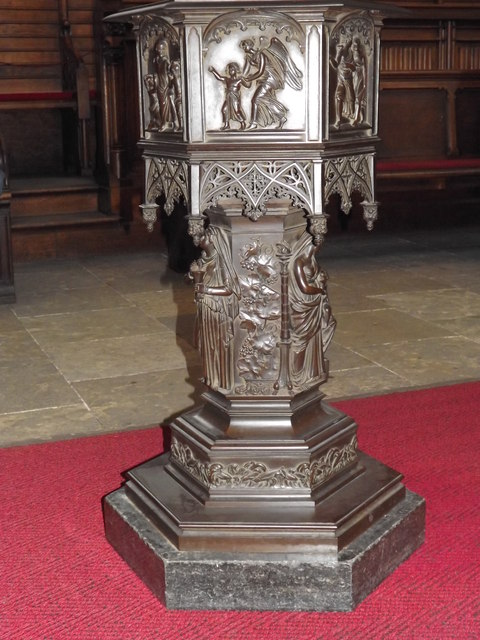
Taufbecken
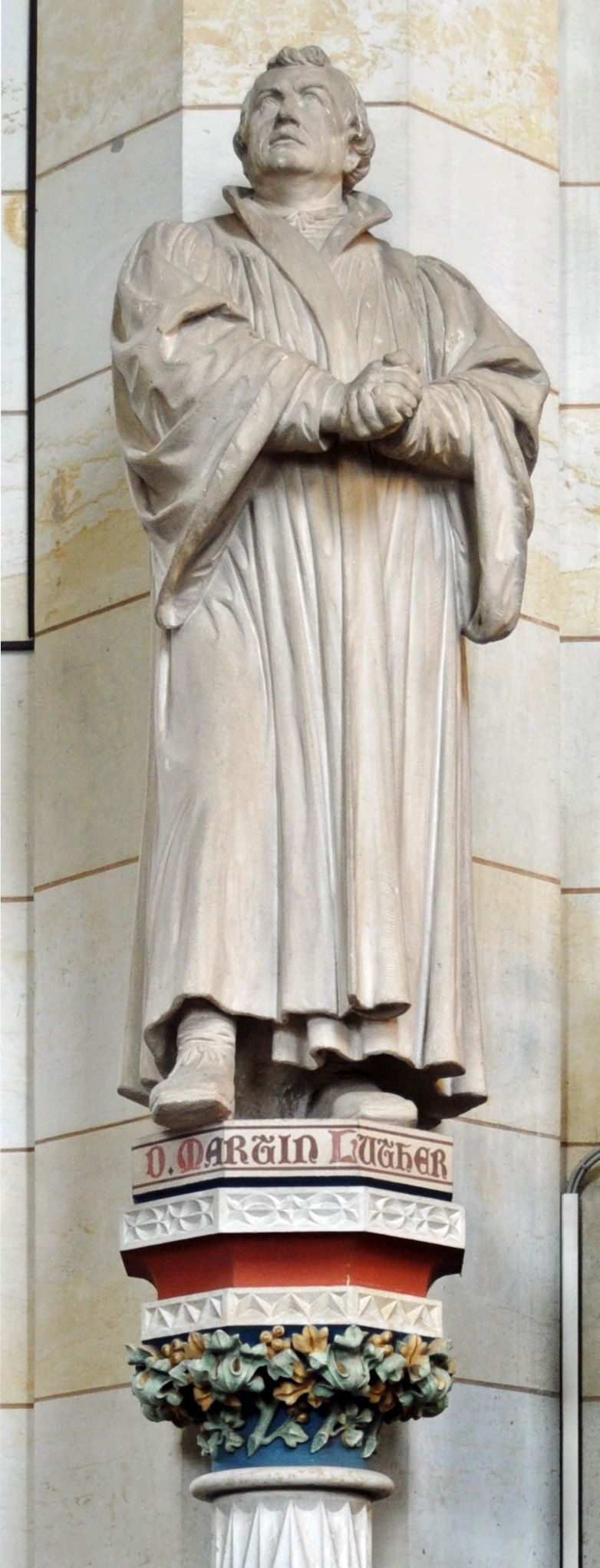
Standbild von Martin Luther
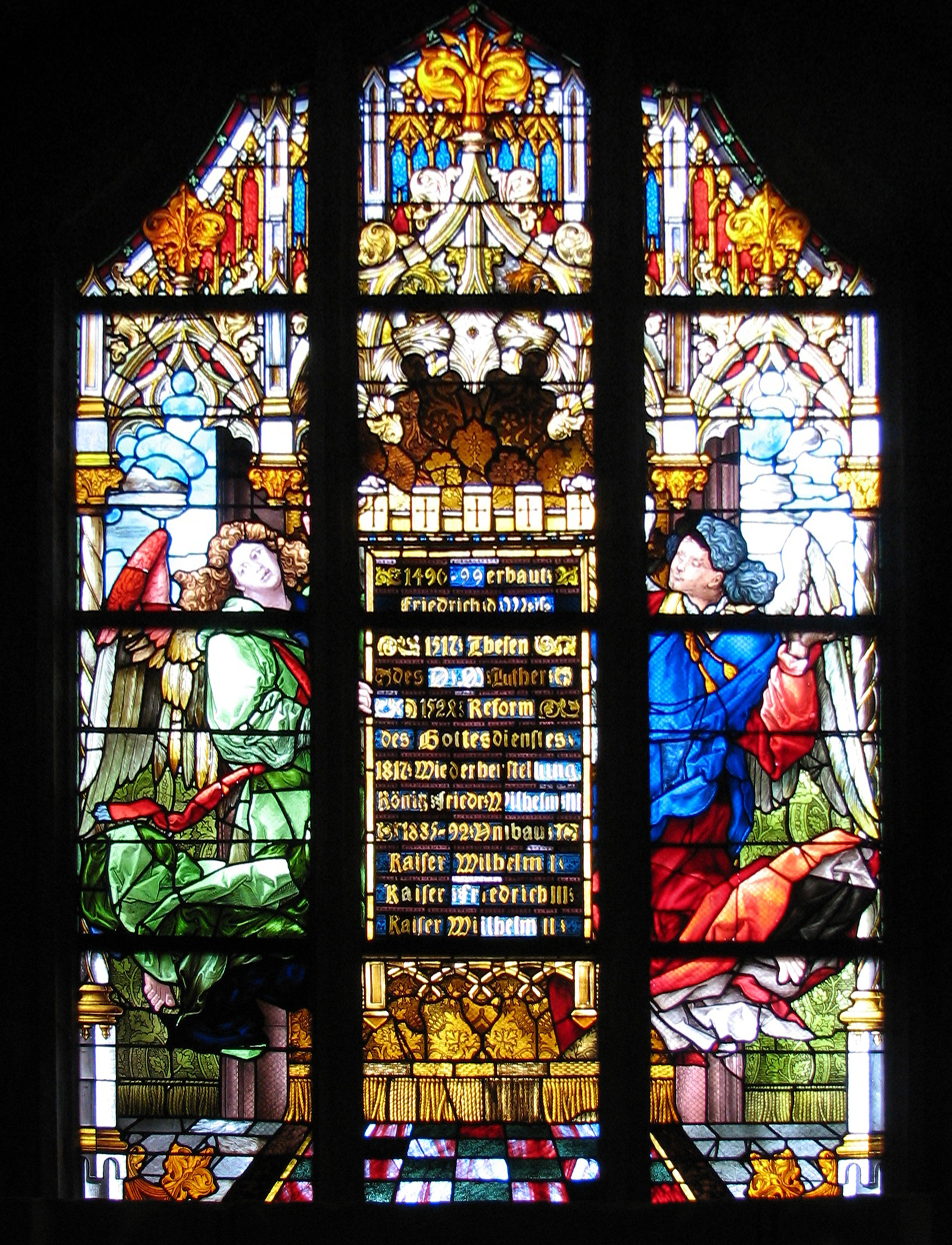
Sogenanntes Kirchendaten-Fenster

### Grabmale
Die Wittenberger Schlosskirche enthält die Grabstätten von Angehörigen der sächsischen Herrscherhäuser als auch Vertretern der Reformation und Gelehrten der Wittenberger Universität. Einige Grabstellen sind am Boden gekennzeichnet, für andere zieren eine Reihe von Epitaphen die Wände, die teilweise noch vor dem Brand von 1760 entstanden sind.
Dazu gehören die Grabplatte für Kurfürst Rudolf II. († 1370) und seine zweite Gemahlin Elisabeth († 1373) sowie eine weitere für die Tochter aus erster Ehe, Elisabeth († 1353). Für weitere Herzöge aus dem Geschlecht der Askanier ließ Kaiser Wilhelm II. am westlichen Ende der Kirche 1891 ein Kenotaph errichten.
Vor dem Hauptaltar sind die sächsischen Kurfürsten Friedrich der Weise und Johann der Beständige aus dem Haus der Wettiner beigesetzt. Für beide sind neben dem Hauptaltar zwei noch aus der alten Kirchenausstattung stammende lebensgroße kniende Figuren in Ritterrüstung aufgestellt und ihre künstlerisch wertvollen Grabplatten aus der Werkstatt von Peter Vischer sind im Chorraum gegenüberliegend angebracht.
Im Kirchenschiff ist unterhalb der Kanzel Martin Luther und auf der Gegenseite Philipp Melanchthon beigesetzt. Für Luther existiert zudem eine bronzene Grabtafel, wobei es sich jedoch um einen Abguss aus dem Jahr 1872 handelt. Das Original des Epitaphs aus dem Jahr 1548 befindet sich in der Michaeliskirche in Jena; der hölzerne Entwurf (als Patrize zur Herstellung der zum Gießen notwendigen Matrize) in der Andreaskirche in Erfurt. Weitere in der Schlosskirche beigesetzte Wittenberger Persönlichkeiten sind die Mediziner Franziskus Faber, Konrad Viktor Schneider und Abraham Vater, die Theologen Joachim Samuel Weickmann und Johannes Meisner, der Jurist Matthias Wesenbeck sowie der Jurist und Künstler Caspar Ziegler.

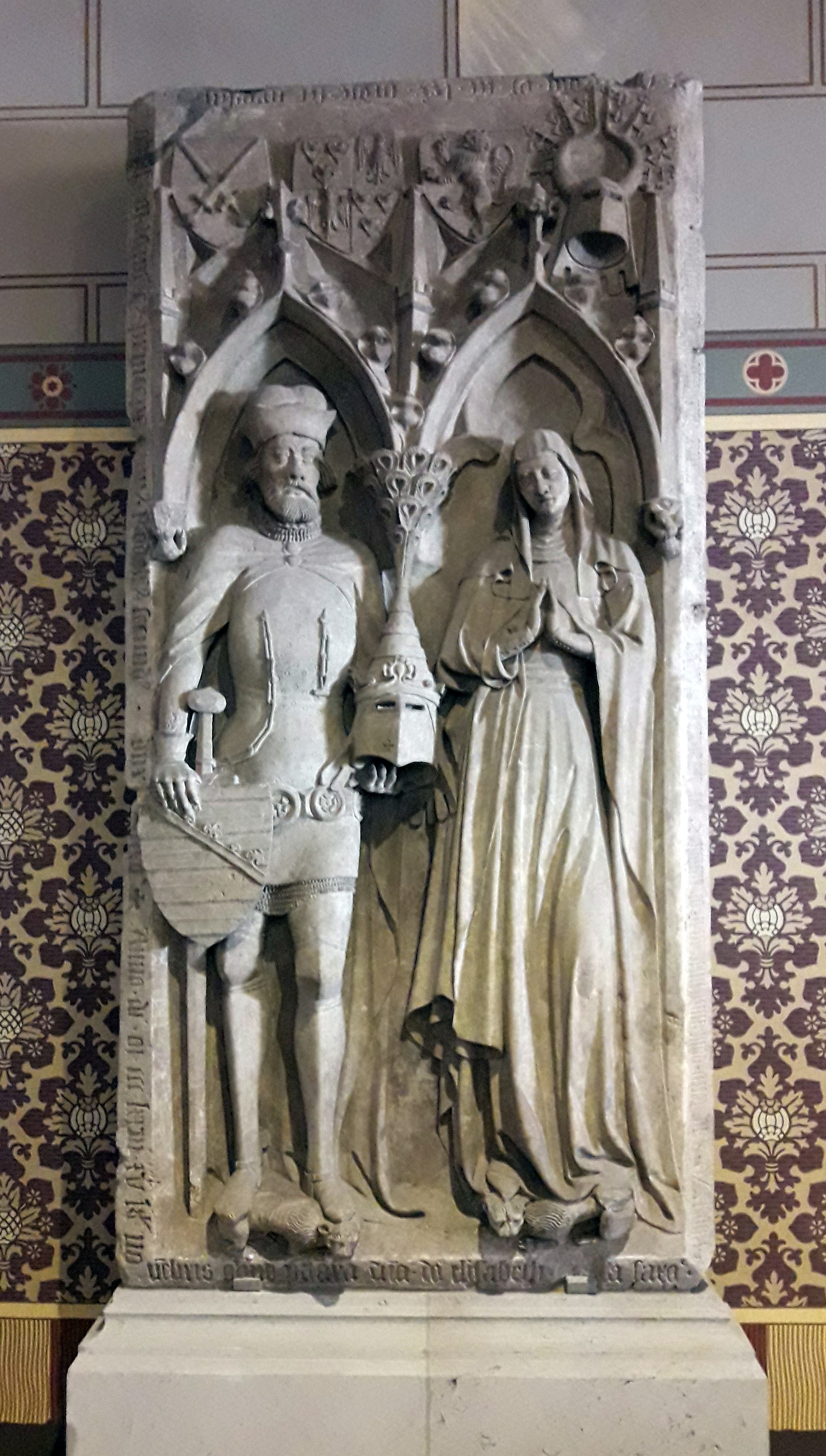
Grabplatte Rudolfs II. und seiner Gemahlin
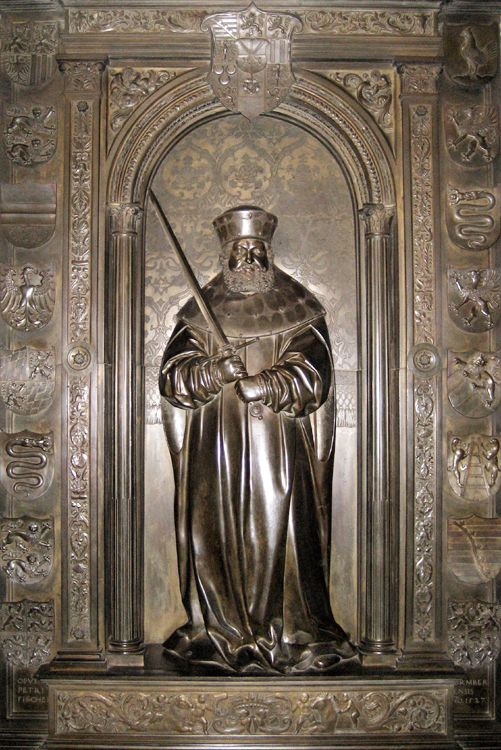
Grabplatte Friedrichs des Weisen
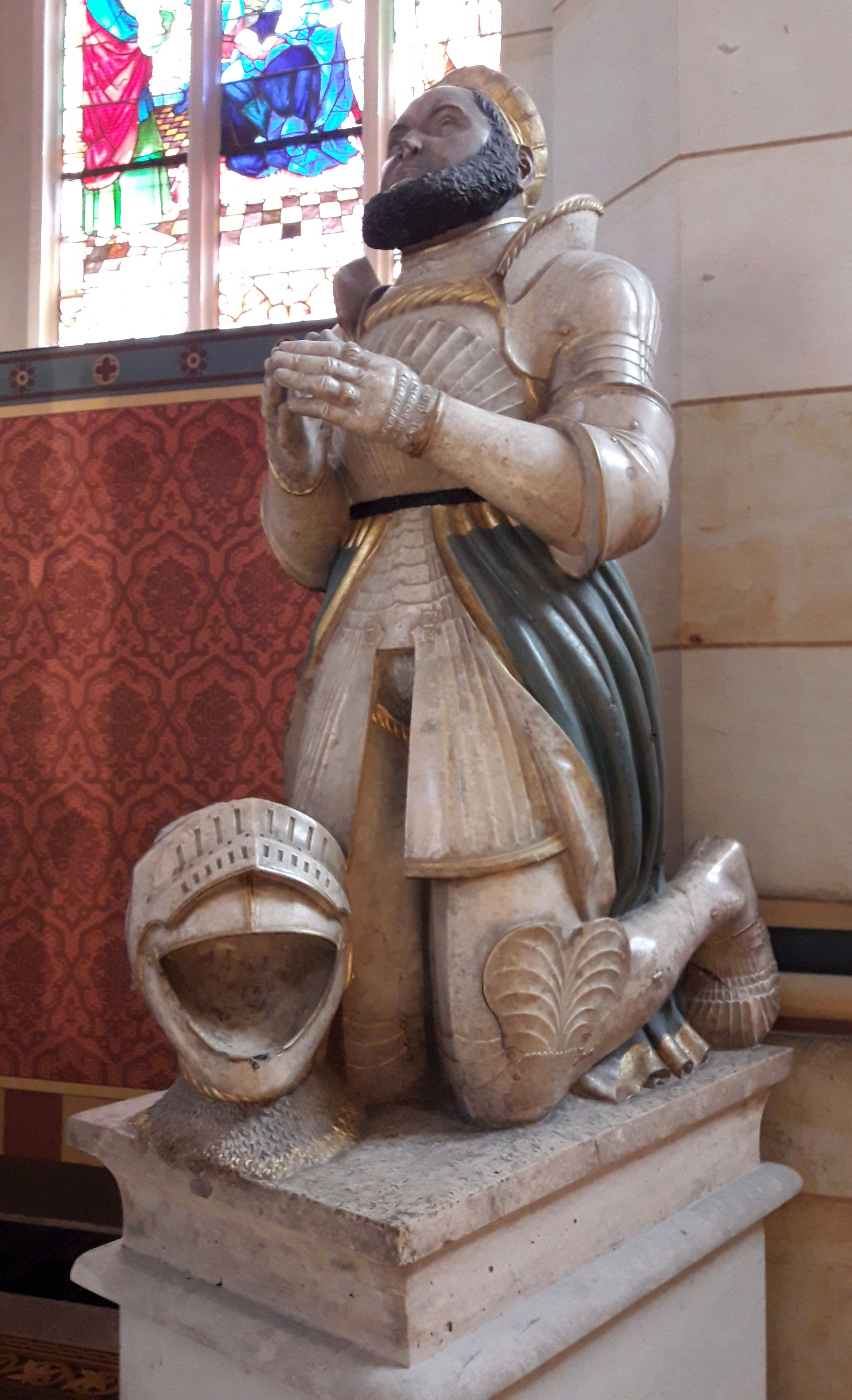
Figur Johanns des Beständigen
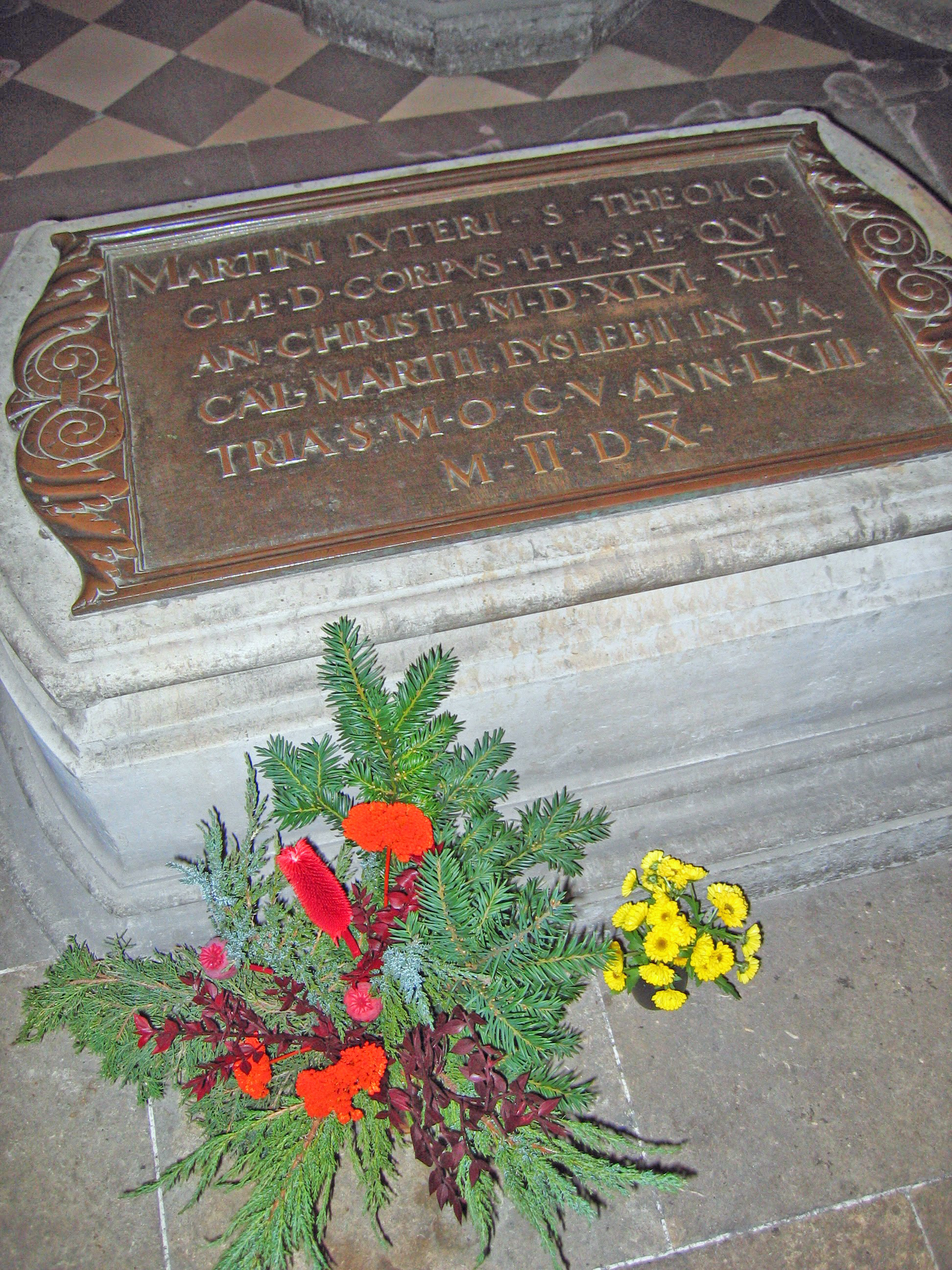
Grabmal von Martin Luther

### Orgel

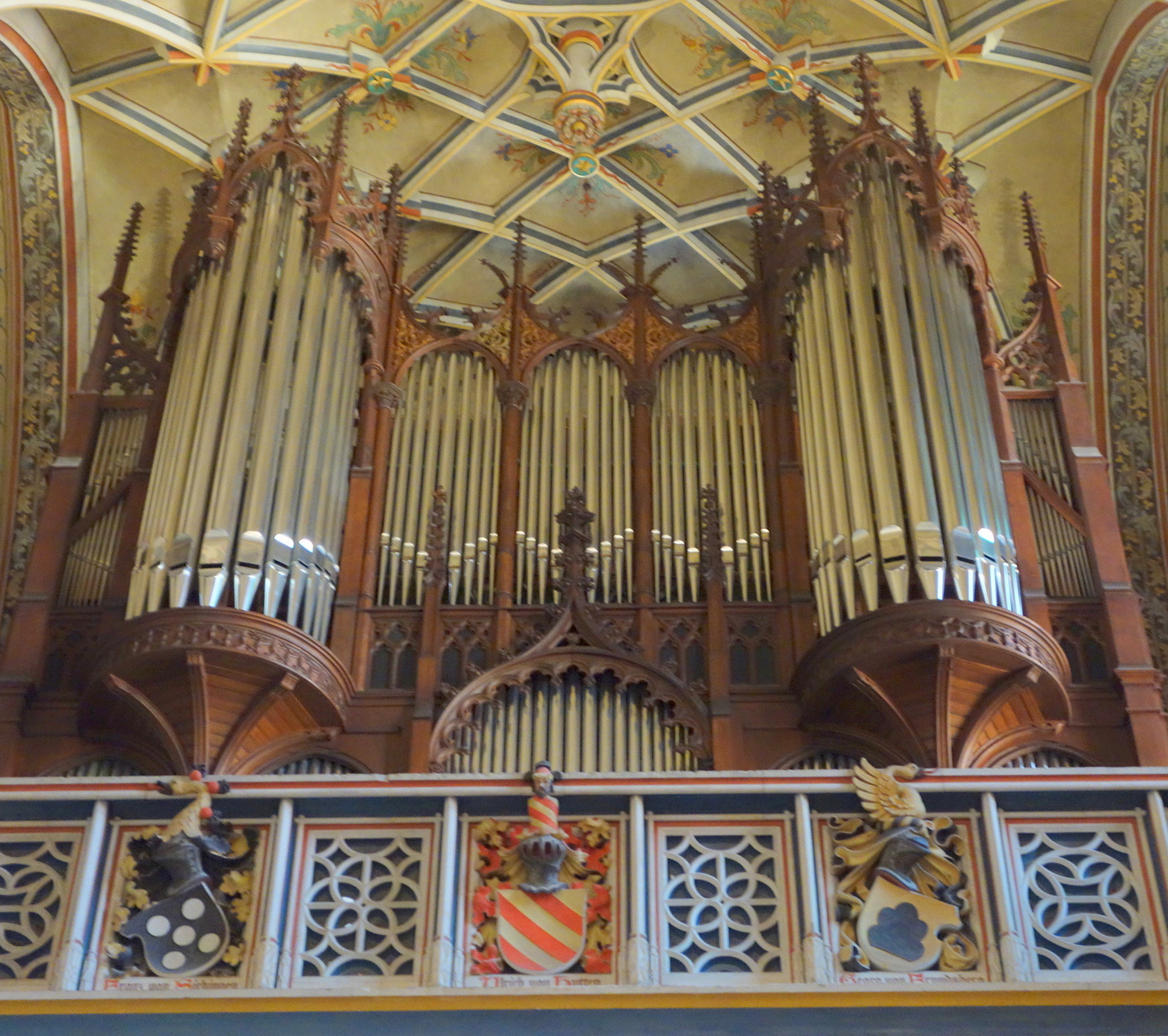
Ladegast-Orgel mit Gehäuse von 1893

Nach dem Kirchenbrand von 1760 baute Johann Ephraim Hübner im Jahr 1771 eine neue Orgel mit 37 Registern auf zwei Manualen und Pedal. 1863/64 ersetzte der Orgelbauer Friedrich Ladegast (Weißenfels) das Werk in dem Gehäuse der barocken Vorgängerorgel, das jedoch 1892 gegen ein neugotisches Eichenholz-Gehäuse ausgetauscht wurde. Das Instrument von Ladegast hatte zunächst 39 Register auf drei Manualen und Pedal. 1935 erweiterte die Orgelbaufirma Wilhelm Sauer (Frankfurt [Oder]) die Disposition auf 50 Register und stattete das Instrument mit elektropneumatischen Trakturen aus. In den Jahren 1985 bis 1994 wurde das Instrument durch die Orgelbaufirma Hermann Eule (Bautzen) rekonstruiert und um ein Schwellwerk erweitert, das einige Sauer-Register einbezog. Das Instrument mit insgesamt etwa 3500 Pfeifen verfügt heute über 57 Register auf vier Manualen und Pedal. Die Spieltrakturen sind mechanisch.
| I Oberwerk C–f3 |                  |       |     |
| 01.             | Lieblich Gedackt | 16′   |     |
| 02.             | Principal        | 08′   |     |
| 03.             | Salicional       | 08′   | (L) |
| 04.             | Flauto traverso  | 08′   | (L) |
| 05.             | Gedackt          | 08′ 0 | (L) |
| 06.             | Octave           | 04′   | (L) |
| 07.             | Fugara           | 04′   |     |
| 08.             | Waldflöte        | 02′   | (L) |
| 09.             | Progressio II–IV | 02'   |     |
| 10.             | Hautbois         | 08′   |     |
|                 | Tremulant        |       |     |

| II Hauptwerk C–f3 |               |        |     |
| 11.               | Principal     | 16′    |     |
| 12.               | Bordun        | 16′    | (L) |
| 13.               | Principal     | 08′    | (L) |
| 14.               | Hohlflöte     | 08′    | (L) |
| 15.               | Gemshorn      | 08′    | (L) |
| 16.               | Rohrflöte     | 08′    | (L) |
| 17.               | Octave        | 04′    | (L) |
| 18.               | Spitzflöte    | 04′    | (L) |
| 19.               | Quinte        | 02 ⁄3′ | (L) |
| 20.               | Octave        | 02′    | (L) |
| 21.               | Mixtur IV–V   | 02′    | (L) |
| 22.               | Cornett II–IV | 02′    | (L) |
| 23.               | Trompete      | 08′    |     |

| III Schwellwerk C–f3 |                    |         |
| 24.                  | Viola d’amour      | 16′     |
| 25.                  | Flöten-Principal   | 08′     |
| 26.                  | Gambe              | 08′     |
| 27.                  | Bordun             | 08′     |
| 28.                  | Quintatön          | 08′     |
| 29.                  | Unda maris         | 08′     |
| 30.                  | Salicet            | 04′     |
| 31.                  | Konzertflöte       | 04′     |
| 32.                  | Nasat              | 02 ⁄3′  |
| 33.                  | Flautino           | 02′     |
| 34.                  | Terz               | 01 3⁄5′ |
| 35.                  | Harmonia aeth. III | 02′     |
| 36.                  | Mixtur IV–V        | 01 ⁄3′  |
| 37.                  | Fagott             | 16′     |
| 38.                  | Trompete           | 08′     |
| 39.                  | Oboe               | 08′     |
| 40.                  | Clarine            | 04′     |
|                      | Tremulant          |         |

| IV Echowerk C–f3 |                |      |     |
| 41.              | Viola di Gamba | 8′   |     |
| 42.              | Fugara         | 8′   |     |
| 43.              | Flaute amabile | 8′   |     |
| 44.              | Gedackt        | 8′ 0 | (L) |
| 45.              | Flauto dolce   | 4′   | (L) |
| 46.              | Viola d’amour  | 4′   |     |

| Pedal C–f1 |               |         |
| 47.        | Untersatz     | 32′     |
| 48.        | Principalbass | 16′     |
| 49.        | Violon        | 16′     |
| 50.        | Subbass       | 16′     |
| 51.        | Octavbass     | 08′     |
| 52.        | Violoncello   | 08′     |
| 53.        | Bassflöte     | 08′     |
| 54.        | Quintbass     | 05 1⁄3′ |
| 55.        | Octavbass     | 04′     |
| 56.        | Posaune       | 16′     |
| 57.        | Trompete      | 08′     |

- Koppeln: I/II, III/I, III/II, I/P, II/P, III/P
- Spielhilfen: zwei Kollektivtritte

(L) = Register von 1863 (Ladegast)
Seit 2016 befindet sich im Chorraum eine Orgel, die 1965 durch die Firma Alexander Schuke aus Potsdam errichtet wurde. Das Instrument besitzt elektrische Trakturen und 20 Register.
| I Hauptwerk C–g3 |             |    |
| 1.               | Principal   | 8′ |
| 2.               | Quintadena  | 8′ |
| 3.               | Rohrflöte   | 8′ |
| 4.               | Principal   | 4′ |
| 5.               | Gemshorn    | 2′ |
| 6.               | Mixtur IV-V |    |
| 7.               | Krummhorn   | 8′ |

| II Nebenwerk C–g3 |             |        |
| 08.               | Holzgedackt | 8′     |
| 09.               | Salicional  | 8′     |
| 10.               | Blockflöte  | 4′     |
| 11.               | Quinte      | 2 ⁄3′  |
| 12.               | Principal   | 8′     |
| 13.               | Terz        | 1 3⁄5′ |
| 14.               | Cymbel III  |        |

| Pedal C–f1 |                        |     |
| 15.        | Subbass                | 16′ |
| 16.        | Principal (= Nr. 1)    | 08′ |
| 17.        | Spitzflöte             | 08′ |
| 18.        | Choralbass (aus Nr. 1) | 04′ |
| 19.        | Rohrbass               | 02′ |
| 20.        | Schalmei               | 04′ |

### Glocken
Im Schlosskirchturm befinden sich drei 1960 von der Glockengießerei Schilling in Apolda gegossene Glocken aus Bronze:
| Glocke | Name           | Durchmesser | Masse   | Nominal | Inschrift                                             |
| ------ | -------------- | ----------- | ------- | ------- | ----------------------------------------------------- |
| 1      | Festtagsglocke | 1615 mm     | 2667 kg | h0      | Glaubt ihr nicht, so bleibt ihr nicht (Jesaja 7,9 )   |
| 2      | Sonntagsglocke | 1380 mm     | 1629 kg | d1      | Die völlige Liebe treibt die Furcht aus (1 Joh 4,18 ) |
| 3      | Betglocke      | 1225 mm     | 1126 kg | e1      | Seid fröhlich in Hoffnung (Röm 12,12 )                |

Die Glocken wurden bei den Sanierungsarbeiten restauriert.

## Jüngste Entwicklung

### 2016: Eigentümerwechsel
Kaum wahrgenommen von der Öffentlichkeit, gab es 2016/2017 für die Schlosskirche Wittenberg einen Eigentümerwechsel vom Staat zur Kirche: Das Bundesland Sachsen-Anhalt, vertreten durch die Landesregierung mit Ministerpräsident Reiner Haseloff, verkaufte die Schlosskirche nach Abschluss aller Sanierungsarbeiten (Kosten: 8,1 Millionen Euro) an die Evangelische Kirche in Deutschland (EKD) – der symbolische Kaufpreis betrug 1 Euro. Im Gegenzug übereignete die EKD dem Land Sachsen-Anhalt das Augusteum. Die EKD bezifferte in der Kirchenzeitung Glaube und Heimat die nun von ihr zu leistenden jährlichen Unterhaltskosten für die Schlosskirche Wittenberg mit rund 500.000 Euro.

### 2019: Eintrittspreis
Seit 1. Dezember 2019 ist der Eintritt in die Schlosskirche Wittenberg außerhalb von Gottesdiensten prinzipiell kostenpflichtig. Damit folgt man dort dem Beispiel anderer viel besuchter protestantischer Gotteshäuser wie etwa Berliner Dom, Dom zu Meißen, Marienkirche Lübeck und Nikolaikirche Stralsund.

2023: Pfarramt der EKD an der Schlosskirche
Die EKD hat sich zum Standort Wittenberg bekannt ob seiner historischen und bleibenden Bedeutung und deswegen beschlossen, ein Pfarramt der EKD an der Schlosskirche dafür zu etablieren. 1. Pfarrer der EKD an der Schlosskirche war Dr. Peter Meyer, seit 1. Februar 2024 ist die 1. Pfarrerin der EKD an der Schlosskirche Anne Brisgen.